# Stade Rennais Football Club
L'Stade Rennais Football Club, també conegut com a Stade Rennes és un club de futbol francès de la ciutat de Rennes.

## Història
L'Stade Rennes fou fundat el 1901 amb el nom de Stade Rennais. El 1904 s'uní al Football Club Rennais i adoptà el nom Stade Rennais Université Club. El 1971 adoptà l'actual nom. La millor posició a la lliga l'assolí el 2004-2005, quan acabà quart i es classificà per la Copa de la UEFA. El club ha aconseguit guanyar, al llarg de la seva història, la Copa de França tres vegades, el 1965, el 1971 i el 2019.

## Palmarès
- 3 Copa francesa de futbol: 1965, 1971, 2019
- 3 Lliga francesa de segona divisió: 1956, 1976, 1983
- 2 Campionat de l'Oest: 1920, 1923
- 4 Campionat de l'Oest de l'USFSA: 1904, 1906, 1908, 1909

## Jugadors destacats
| - Jocelyn Angloma - Dominique Arribagé - Marcel Aubour - Ousmane Dabo - Patrick Delamontagne - Julien Escudé - Yoann Gourcuff - Henri Guérin | - Stéphane Guivarc'h - Raymond Kéruzoré - Bernard Lama - Jean Prouff - Anthony Réveillère - Mikael Silvestre - Yannick Stopyra | - Sylvain Wiltord - Andreas Isaksson - Kim Källström - Petr Čech - Alexander Frei - Marco Grassi - Adaílton | - Luis Fabiano - Lucas Severino - Dudu Cearense - Lamine Diatta - El-Hadji Diouf - Shabani Nonda - Laurent Pokou - Adama Diakhaby |

## Entrenadors destacats
| - Pierre Garcia:1979-1982 - Jean Vincent:1982-1984 - Pierre Mosca:1984-1986 - Patrick Rampillon:1987 - Raymond Kéruzoré:1987-1991 | - Didier Notheaux:1991-1993 - Michel Le Millinaire:1993-1996 - Yves Colleu:1996-1997 - Guy David:1997-1998 - Paul Le Guen:1998-2001 | - Christian Gourcuff:2001-2002 - Philippe Bergeroo:2002 - Vahid Halilhodžić:2002-2003 - Laszlo Bölöni:2003-2006 - Pierre Dreossi:2006-2007 - Guy Lacombe:2007-2009 - Frédéric Antonetti:2009- |